# آیالا کورپوریشن
آیالا کورپوریشن (به انگلیسی: Ayala Corporation) شرکت هلدینگ و خوشه‌ای فیلیپینی است، که در زمینه سرمایه‌گذاری در املاک و مستغلات، بانکداری، خرده‌فروشی، مخابرات و الکترونیک، انرژی تجدیدپذیر، فناوری اطلاعات و برون‌سپاری فرایندهای تجاری فعالیت می‌کند.
شرکت آیالا کورپوریشن در سال ۱۸۳۴ توسط دومینگو روکزاس در شهر مانیل تأسیس شد و در حال حاضر قدیمی‌ترین و بزرگترین شرکت فیلیپین می‌باشد.
دفتر مرکزی این شرکت در شهر ماکاتی قرار دارد و بخشی از سهام آن در بازار بورس اوراق بهادار فیلیپین معامله می‌شود. آیالا مالک شرکت‌های آیالا لند و آیالا مالز، بانک جزایر فیلیپین، گلوب تلکام و شمار زیادی از شرکت‌های مشارکتی دیگر در کشور فیلیپین می‌باشد.